# Греджо, Эцио
Эцио Нерео Греджо (итал. Ezio Nereo Greggio) — итальянский комедийный актёр, писатель, сценарист, режиссёр, продюсер. В Италии Греджо приобрел известность преимущественно благодаря своему длительному участию в телевизионных шоу «Drive In» и «Striscia la notizia». За рубежом славу актёру принесли многочисленные фильмы с его участием.

## Биография
Родился Эцио Греджо в Коссато — маленьком городишке вблизи Биеллы в Италии. Там же он и начал в 18 лет карьеру на одном из местных коммерческих телеканалов — «Telebiella». В 1978 году был приглашен на работу в качестве комедийного актёра в «RAI» (общественно-правовая телерадиокомпания Италии) на телеканал «RAI Duo», но, к сожалению, участие национальных телешоу не принесли Греджо славы, а подарили ему шанс познакомиться с Джанфранко Д’Анжело — тоже молодым комедийным актёром, как и Эцио.
Д’Анжело убедил Греджо перейти на работу на новосозданный канал «Fininvest» (позже — «Mediaset»), который был составляющей сети местных телестанций, основанной в Милане Сильвио Берлускони. Оба актёра — и Д’Анжело, и Греджо — были приняты для участия в главном шоу сети телеканалов — «Drive In» — двухчасовом еженедельном шоу, изображающем компанию молодых комиков. Вскоре Энцо стал настоящей звездой шоу главным центром внимания зрителей. Поскольку «Drive In» был очень инновационным и не похожем на другие шоу, то вскоре все актёры, занятые в этом проекте, стали известными на всю страну.
В 1988 году Эцио Греджо продолжил традицию создателя и главного автора Антонио Риччи в продолжении серий успешных шоу: после «Odiens», созданного на вдохновении от «Drive In», в 1990 и 1993 годах Греджо презентует шоу «Paperissima», основой которого стало смешное домашнее видео. Именно в этом шоу Эцио и придумал свои знаменитые шутки-повторы. С 1988 Греджо главный ведущий (вместе с Д’Анжело, а потом с Энцо Лашетти) шоу «Striscia la Notizia» (Полоса новостей) — ежедневной пародии на выпуск новостей. Он снимается в программе и сейчас.
Первый фильм Греджо — «Sbamm!», вышел в 1980 году. К нему Эцио написал сценарий и сыграл в нём роль. Он был замечен Карло Ванцина и сыграл в таких его фильмах, как «Montecarlo Gran Casinò» (1987) и сиквеле «Yuppies, i giovani di successo» — «Yuppies 2» (1986). Греджо сыграл ещё во многих комедиях и треш-фильмах, режиссёром которых был Энрико Ольдоини. В 1994 он дебютирует в качестве режиссёра в фильме «Молчание ветчины» — пародии на фильмы «Молчание ягнят» и «Психо». Картина снималась в США и в процессе работы у Эцио завязалась крепкая дружба с продюсером фильма Мелом Бруксом. С 2000 года Эцио Греджо снялся во многих фильмах и шоу.

## Интересные факты
- Эцио Греджо был президентом и игроком футбольного клуба Corbetta.
- Актёр является большим поклонником футбольного клуба Ювентус.
- С 2001 года Греджо также является организатором и президентом международного кинофестиваля комедий в Монте-Карло, который проходит каждый год.
- Актёр занимается благотворительностью: часть своих гонораров от написанных книг Эцио жертвует роддомам и медицинским центрам для недоношенных новорождённых детей, чтобы те могли купить необходимое оборудование для спасения жизней малышей, находящихся в опасности.

## Фильмография

### Актёр
- 1980 — Sbamm! — господин Паллоне
- 1986 — Yuppies, i giovani di successo — Вилли
- 1986 — Yuppies 2 — Вилли
- 1987 — Montecarlo Gran Casino — Оскар
- 1990 — Осторожно, перестройка / Occhio alla perestrojka — Марко
- 1990 — Рождественские каникулы — 90 / Vacanze di Natale '90 — Артуро
- 1991 — Рождественские каникулы — 91 / Vacanze di Natale '91 — Леопольдо
- 1992 — Infelici e contenti — Витторио
- 1992 — 90-е годы / Anni 90 — Il professore / Il maniaco / Lo studente / Funzionario
- 1994 — Молчание ветчины / Il silenzio dei prosciutti — Антонио Мотель
- 1994 — Итальянское чудо / Miracolo italiano — Трояни
- 1995 — Дракула: Мёртвый и довольный / Dracula: Dead and Loving It — Coach Driver
- 1995 — Дикари / Selvaggi — Бебо
- 1997 — С пистолетом наголо / Killer per caso — Джо Фортунато
- 1998 — 50-е годы / Anni '50 (сериал) — Mar. Arturo Colombo
- 1999 — Без царя в голове / Svitati — Бернардо Пуччини
- 1999 — 60-е годы / Anni '60 (сериал) — Витторио Коломбо
- 2000 — Шестой элемент / 2001: A Space Travesty — капитан Валентино Ди Паскуале
- 2002 — Un Maresciallo in gondola (ТВ) — Maresciallo Arturo Colombo
- 2008 — Лето у моря / Un’estate al mare — Уго Персикетти
- 2008 — Папа Джованны / Il papa di Giovanna — Серджо Гиа
- 2009 — Occhio a quei due (ТВ) — Эдо

### Сценарист
- 1980 — Sbamm!
- 1986 — Italian Fast Food
- 1994 — Молчание ветчины / Il silenzio dei prosciutti
- 1997 — С пистолетом наголо / Killer per caso

### Продюсер
- 1994 — Молчание ветчины / Il silenzio dei prosciutti
- 1997 — С пистолетом наголо / Killer per caso
- 1999 — Без царя в голове / Svitati
- 2000 — Шестой элемент / 2001: A Space Travesty… сопродюсер

### Режиссёр
- 1994 — Молчание ветчины / Il silenzio dei prosciutti
- 1997 — С пистолетом наголо / Killer per caso
- 1999 — Без царя в голове / Svitati

## Награды и премии
- Золотой глобус, 2009 год. Победитель: Специальный приз жюри («Папа Джованны»)
- Flaiano Film Festival, 2009 год. Победитель: Лучший актёр второго плана («Папа Джованны»)
- Серебряная лента (Italian National Syndicate of Film Journalists), 2009 год. Победитель: Лучший актёр второго плана («Папа Джованны»)